# Вербах
Вербах (нем. Werbach) — община в Германии, в земле Баден-Вюртемберг.
Подчиняется административному округу Штутгарт. Входит в состав района Майн-Таубер. Население составляет 3478 человек (на 31 декабря 2010 года). Занимает площадь 43,18 км².

## История
В источнике от 1200 года было указано о населённом пункте с названием Wertpach, а в другом источнике в 1248 года он был назван Werpach.